# Erick Green
Erick O'Brien Green (ur. 9 maja 1991 w Inglewood) – amerykański koszykarz, występujący na pozycjach rozgrywającego lub rzucającego obrońcy, aktualnie zawodnik Fujian Sturgeons.
26 stycznia 2016 roku podpisał 10-dniowy kontrakt z zespołem Utah Jazz, a po jego wygaśnięciu, 5 lutego, kolejny. Jazz nie zdecydowali podpisać z nim kontraktu do końca sezonu i 19 lutego 2016 powrócił do zespołu Reno Bighorns w lidze D-League.
21 lipca 2017 podpisał umowę z hiszpańskim zespołem Basket Walencja.
24 października 2018 został sprowadzony do Fenerbahçe Ülker, by zastąpić kontuzjowanego na cały sezon Tylera Ennisa.

## Osiągnięcia
Stan na 8 listopada 2019, na podstawie, o ile nie zaznaczono inaczej.
NCAA
- Współzawodnik roku konferencji ACC (2013)[7]
- Zaliczony do:
  - III składu All-American (2013 przez AP)
  - I składu:
    - ACC (2013)
    - turnieju Las Vegas Clasic (2013)

  - II składu ACC (2012)
- Lider strzelców NCAA (2013)[8]

Drużynowe
- Wicemistrz:
  - Euroligi (2017)
  - Grecji (2017)
  - Turcji (2019)
- Zdobywca superpucharu:
  - Włoch (2013/14)
  - Hiszpanii (2017)
  - Turcji (2019)
- 4. miejsce w Eurolidze (2019)

Indywidualne
- MVP superpucharu Hiszpanii (2017)
- Zaliczony do I składu D-League (2016)[9]
- Uczestnik meczu gwiazd D-League (2016)
- Zawodnik miesiąca D-League (styczeń 2016)